# Zhang Xiaowen
Dans ce nom chinois, le nom de famille, Zhang, précède le nom personnel.
Pour les articles homonymes, voir Zhang.
Zhang Xiaowen est une joueuse d'échecs chinoise née le 24 février 1989 à Shanghai. Grand maître international féminin depuis 2009, elle a remporté le championnat d'Asie d'échecs en 2009 et le championnat de Chine d'échecs féminin en 2011.
Au 1er avril 2018, elle est la 16e joueuse chinoise avec un classement Elo de 2 327 points.
Elle a participé à deux championnats du monde féminins :
- en 2010, elle fut éliminée au deuxième tour par Ruan Lufei après avoir battu Lilit Mkrtchian au premier tour ;
- en 2015, elle perdit au premier tour face à Anna Ushenina.

## Compétitions par équipe
Avec la Chine, elle a remporté le championnat du monde d'échecs par équipes féminines en 2011.